# Volker Hildebrandt
Volker Hildebrandt (né le 10 juillet 1953 à Duisbourg) est un artiste numérique allemand. Son œuvre mêle la peinture, la vidéo, le multimédia, les objets et le dessin.

## Biographie
De 1972 à 1978, il étudie l'histoire de l'art et l'éducation spécialisée à Bonn et à Cologne. Puis il s'installe dans un atelier à Duisbourg, où il reste jusqu'en 1988. Depuis, il vit et travaille à Cologne.

## Œuvre

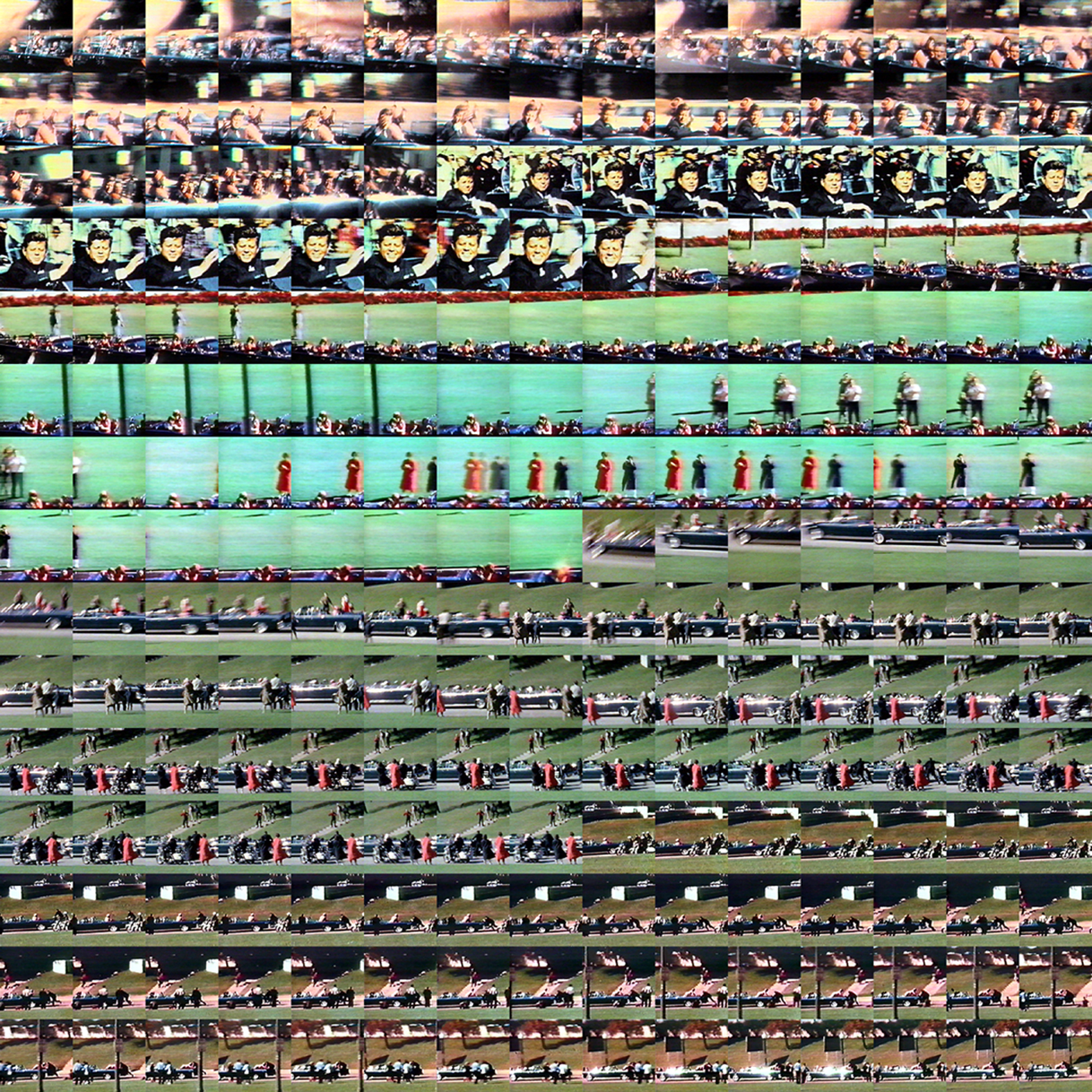
Kennedy: Dallas, 2004, C-Print, 100 x 100 cm

À la fin des années 1970, il fait dans l'art conceptuel en explorant le temps et l'espace à travers le langage. Au début des années 1980, il s'intéresse aux médias, la télévision, la vidéo, l'informatique et le Bildschirmtext (ou BTX). L'examen de la structure et des modes de production des images dans les médias est un aspect essentiel de son œuvre. La perception et la réception des icônes médiatiques du cinéma, de l'art, du sport et de la politique constituent une grande partie de son travail artistique.
Grâce au BTX, en 1983, Hildebrandt parvient à transmettre des expositions différentes. Il joue aussi du phénomène de perturbation de l'image sur l'écran de télévision, notamment de la "neige". Le langage garde sa place lorsqu'il manipule les titres de journaux pour les rendre hors sujet avec l'image qu'ils illustrent.
Dans les années 1990, il utilise la distorsion de l'image pour reproduire le cryptage des chaînes de télévision payantes, excitant l'imagination du spectateur en reprendant les codes des films pornos.
Puis il passe aux stars, aux VIPs des médias de masse en décomposant des séquences de films ou de clips vidéos, alignant des images arrêtés comme dans une grille photo. Une autre méthode est dérivée du pointillisme comme un portrait d'Angela Merkel dont on devine le visage en s'éloignant des points en noir et blanc.
En 2008, Volker Hildebrandt soumet une demande à l'UNESCO afin d'inclure le phénomène d'interférence dans le patrimoine culturel immatériel de l'humanité.